# Bourd
Bourd  (in arabo بورد‎?, Būrd) è un centro abitato e comune rurale del Marocco situato nella provincia di Taza, regione di Fès-Meknès. Conta una popolazione di 8 434 abitanti (censimento 2014).